# ناوشکن کلاس مارسام (۱۹۵۸)
دیسترویر کلاس مارسام (۱۹۵۸) (به انگلیسی: Murasame-class destroyer (1958)) یک کلاس از کشتی است که طول آن 108.0m می‌باشد.